# Шубат-Эллиль
Шубат-Эллиль (Шубат-Энлиль; аккад. «Дом Эллиля») — древний город в Верхней Месопотамии, местоположение которого не вполне ясно. Идентифицируется с теллем, находящимся в верховьях реки Хабур приблизительно в 270 км к северо-западу от Ашшура.
Когда аккадцы использовали этот город для управления землями в верховьях Тигра, они называли его Шехна. Исследование древних кораллов Porites возрастом 4,1 тыс. лет из Оманского залива позволило провести палеоклиматические реконструкции температурных и гидрологических изменений в районах вокруг археологических раскопок в Шубат-Эллиле и выяснить, что зимой во время распада Аккадской империи в этом районе происходили значительные засухи с пыльными бурями. Такие изменения климата приводили к социальной нестабильности и голоду. Похоже, что поселения были внезапно покинуты ок. 4200 лет назад и не заселялись примерно 300 лет.
Примерно в 1800 году до н. э. город избрал для себя в качестве столицы царь Ассирии Шамши-Адад I. Позднее город был переименован в Шубат-Эллиль. Согласно архивам, сохранившимся в Мари, Шамши-Адад I улучшил внешний вид этого и других городов своего царства, посадив пальмы, кипарисы и мирты. Архивы Шубат-Эллиля содержат информацию, что в городе содержался необходимый запас пива для удовлетворения нужд царя.
Примерно через 50 лет после смерти Шамши-Адада I его столица была разрушена царём Вавилонии Самсу-илуной. Шубат-Эллиль оставался безлюдным до начала XX века, когда на его руинах выросла курдская деревня Телль-Лейлан.